# Triquetra

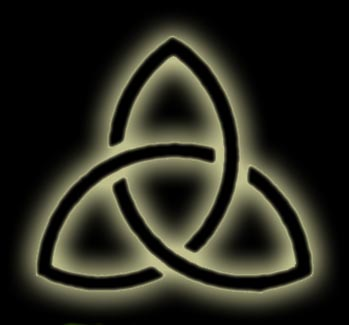

Triquetra (triquatra) – symbol wykorzystywany szczególnie w religii wiccańskiej obrazujący zasadę „Cokolwiek zrobisz, wróci to do ciebie z potrójną siłą”. Często widywana jest też ringtriquetra, wpleciona w okrąg. W religii chrześcijańskiej przedstawiana jako symbol Trójcy Świętej.
Triquetra dla Celtów była znakiem pojednania z naturą.

## Galeria wariantów

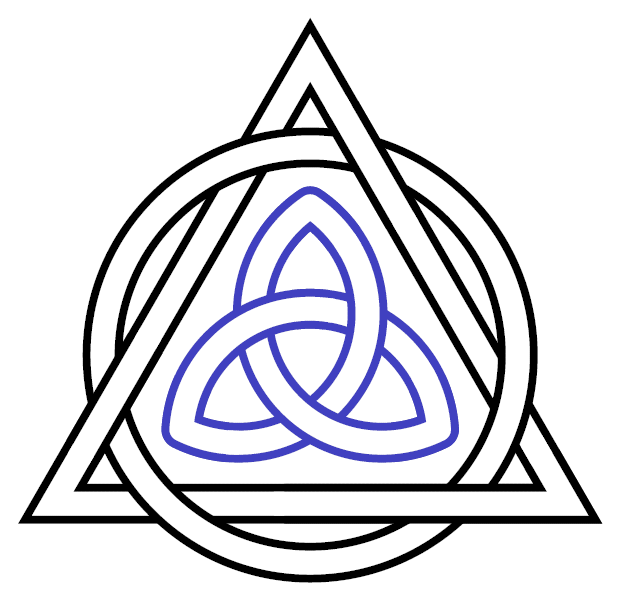
Niebieska triquetra jako symbol dekoracyjny trynitarian.
Triquetra złożona z trzech vesica piscis.
Gruby węzeł
Przepleciona podwójna triquetra.
Triquetra wpleciona w okrąg jako symbol chrześcijańskiego trynitarianizmu.
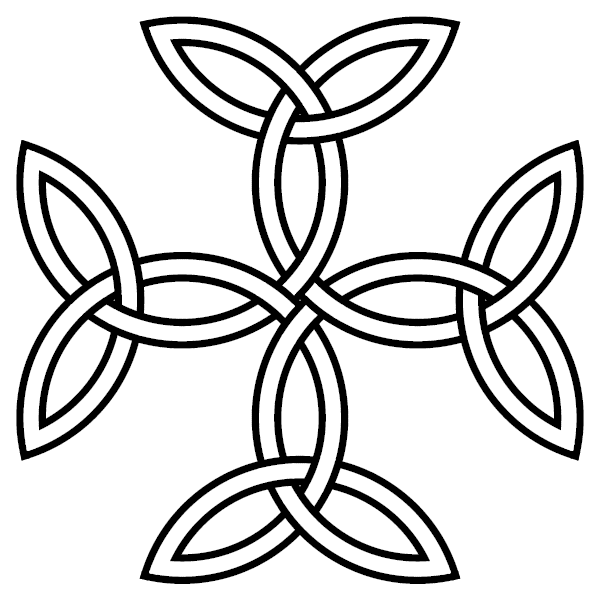
Krzyż karoliński
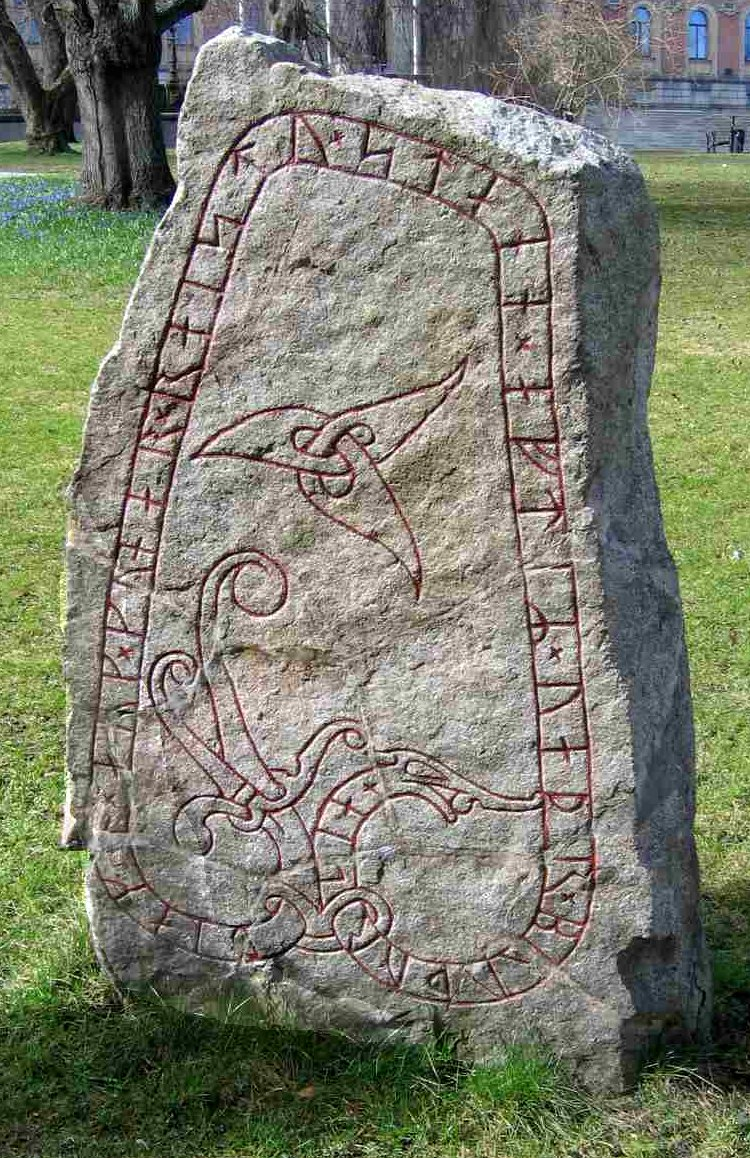
Triquetra na kamieniach runicznych Funbo na Uniwersytecie w Uppsali.
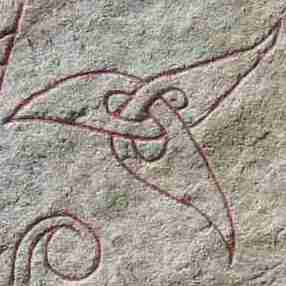
Zbliżenie na triquetrę na kamieniach runicznych.